# Royal Basket Club Bruxellois
Ne doit pas être confondu avec Atomics Brussels.
Le Royal Basket Club Bruxellois (Royal BCB), connu plus récemment sous le nom d'Atomia Brussels de 2005 jusqu'à sa disparition en 2007, était un club belge de basket-ball fondé à Bruxelles en 1941 sous le matricule 73.

## Historique
Le Basket Club Bruxellois (BCB) voit le jour en 1941 sous le matricule 73. À ses débuts, le groupe évolue en plein air sur la place Willems à Laeken. 
En été 2002, le Royal BCB accueille les joueurs des Atomics Brussels (matricule 521), à la suite de la faillite du club. 
En avril 2003 le Royal BCB décide de fusionner avec le Racing Jet Bruxelles (matricule 5550) pour former le Royal Racing Basket Club Bruxellois (RRBCB). Le nouveau club conserve le matricule 73 du Royal Basket Club Bruxellois.
En 2005 le club remporte le championnat de Belgique de deuxième division et accède à la première division, à la suite de quoi le club change de nom et devient le Royal Atomia Brussels.
À la suite de difficultés financières le club est relégué en 2e division en août 2007. Il est remplacé par le GB Louvain. L'équipe première est finalement dissoute et le club continue d'exister à travers son équipe réserve en 6e division belge pour la saison 2007-2008[réf. nécessaire].
Malgré la récente disparition, l'identité du Royal Atomia persiste. Un nouveau club du nom de Royal Atomia Jeunes est créé en 2008, reprenant la matricule 1423 du RBC Waterloo,. En 2011 le Royal Atomia Jeunes devient le Royal IV Brussels toujours sous la matricule 1423.

### Évolution du nom
- 1941 - 1991 : Basket Club Bruxellois (BCB)
- 1991 - 2003 : Royal Basket Club Bruxellois (RBCB)
- 2003 - 2005 : Royal Racing Basket Club Bruxellois (RRBCB)
- 2005 - 2007 : Royal Atomia Brussels

### Historique du logo

2005–2007

## Palmarès
Championnat de Belgique de 2e division
- Champion : 2005

Championnat du Brabant
- Champion : 1999

Coupe du Brabant
- Vainqueur : 1970

## Entraîneurs successifs
- 2002-2003 :   Gilbert Chantrain
- 2003-2005 :   John Van Crombruggen (de)
- 2005-2007 :   Yves Defraigne (nl)

## Joueurs célèbres ou marquants
- Lionel Bosco
- Duke Tshomba
- Éric Struelens
- Michael Campbell (en)
- Elijah Palmer